# Grue mobile

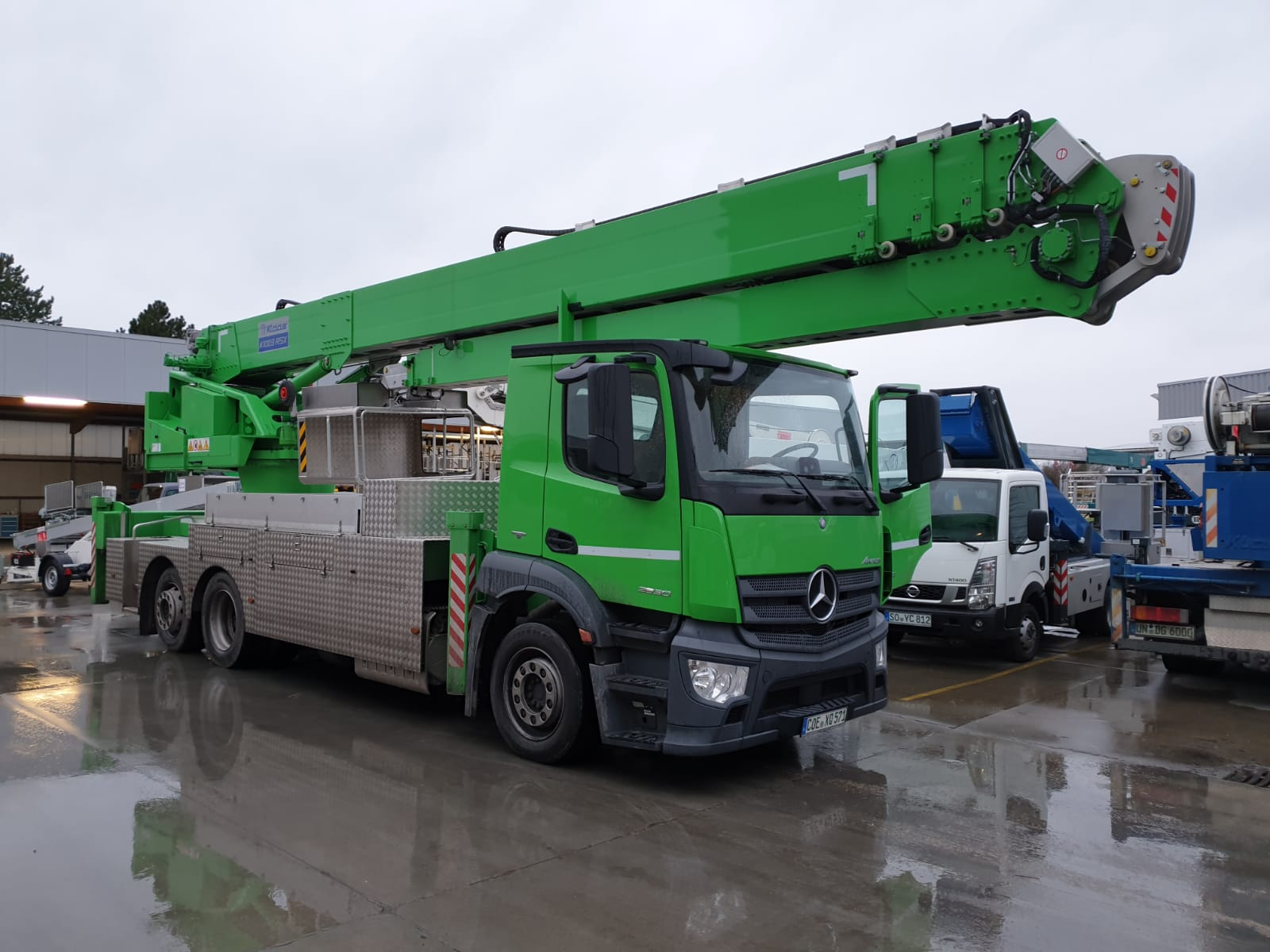
Grue mobile

Une grue mobile (ou camion-grue, grue sur porteur, grue automotrice), sur roues ou sur chenilles, est un camion muni d'une grue permettant la manutention de charges. Ce type d'engin est rapidement prêt à travailler dès l’arrivée sur le chantier. Certaines grues peuvent être radiocommandées pour plus de manœuvrabilité.

## Utilisations

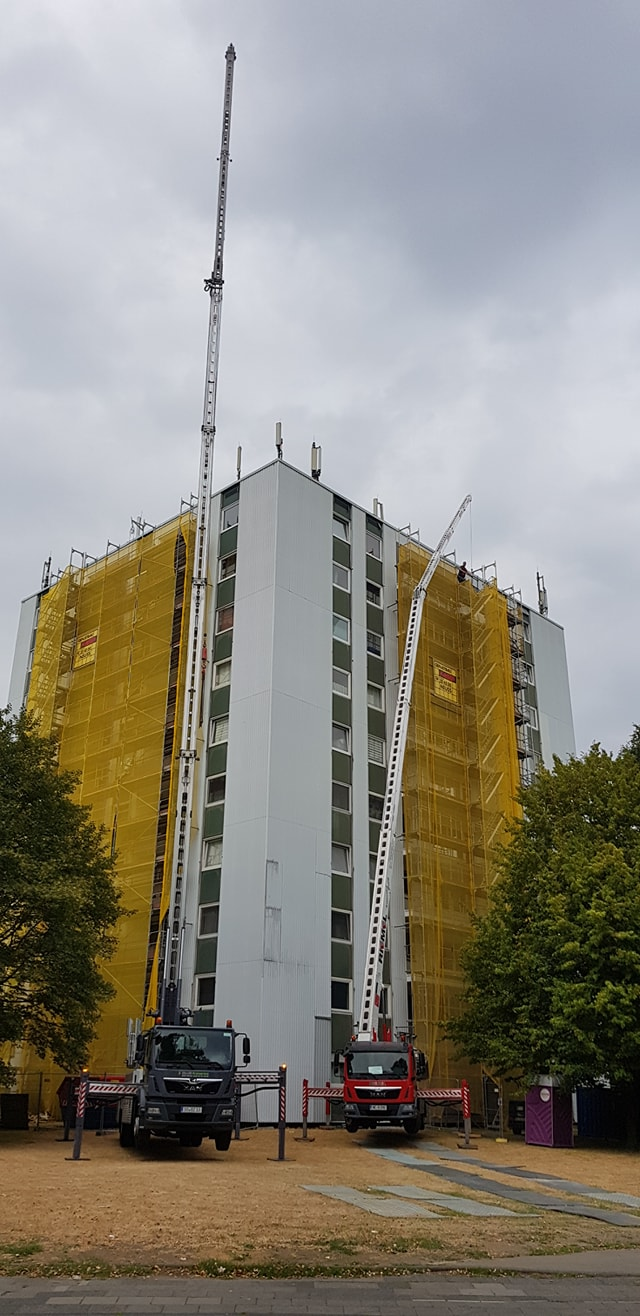
Camion-grue en action pour amener du matériel sur un toit

Les grues mobiles sont utilisées dans de nombreux domaines tels que la construction, l'industrie ou encore le transport. Elles trouvent leur intérêt quand aucun autre moyen de levage stationnaire n'est présent ou n'a la capacité de faire le travail demandé.
Les secteurs ou sont utilisés les grues mobiles sont par exemple:
- La construction (BTP)
  - Montage de grues à tour
  - Levage d'éléments préfabriqués
  - Construction d'ouvrages d'arts
- L'industrie
  - Mise en place ou déplacement de machines
- Le transport
- Dépannage et accidents (relevage de trains, de camions…)
- L'énergie
  - Montage d'éoliennes
  - Maintenance de centrales nucléaires
- Autre
  - Montage de structure provisoires (manèges, sapins de Noël…)
  - Divertissement (Dinner in the Sky)

## Structure
La structure d'une grue mobile se compose de 3 parties principales, un châssis qui est la base de la grue, qui sert à son déplacement et à sa mise en place (calage) pour le levage, une tourelle, qui est montée sur le châssis et qui est en rotation par rapport à celui-ci, elle supporte en général le contre-poids et la cabine du grutier, enfin, la 3e partie de la grue, la flèche qui est elle aussi montée sur la tourelle.

## Fonctionnement
Une grue mobile, ou autogrue, se cale avec quatre poutres métalliques équipées de vérins hydrauliques pour supporter le châssis complet de l'engin. L'autogrue doit être complètement décollée du sol et mise à niveau pour éviter une rotation non souhaitée de la partie tournante dont le poids est désaxé sur l'arrière. La partie calage est active grâce au système hydrauliques entraîné par le moteur du porteur (moteur servant à la conduite du véhicule).
La partie tournante équipée de la cabine de pilotage, des contre-poid et de la flèche télescopique, sert au levage.
Elle peut être équipée d'un moteur ou être alimentée par les pompes hydrauliques du porteur.